# 퇴직
퇴직(退職, 영어: retirement) 또는 은퇴(隱退)는 한 사람의 노동 생활로부터 물러나는 과정을 말한다.
수많은 사람들은 사적 또는 공적 연금 혜택에 해당될 때 은퇴를 결정하며, 일부는 사업체 상황이 더 이상 해당 인원의 노동을 허락치 않을 때 또는 법적 문제로 인해 강제로 퇴직을 하게 된다. 대부분의 국가에서 퇴직 개념은 근래에 생긴 것으로, 19세기 말과 20세기 초에 도입되었다. 그 전에는 낮은 예측 수명과 연금제도의 부재로 수많은 노동자들이 죽을 때까지 일을 계속하였다. 독일은 1889년 퇴직 혜택을 도입한 최초의 국가이다.
조기에 퇴직하는 일은 명예퇴직으로 부른다.

## 같이 보기
- 퇴직금